# سیارک ۱۷۰۷۳
سیارک ۱۷۰۷۳ (به انگلیسی: 17073 Alexblank، نامگذاری:1999GX34) هفده هزار و هفتاد و سومین سیارک کشف شده‌است که در ۶ آوریل ۱۹۹۹ کشف شد.
قدر مطلق سیارک برابر ۱۸٫۶ است.